# Jerzy Dominik (aktor)
Jerzy Dominik (ur. 7 listopada 1955 w Węgorzewie, zm. 3 września 2019 w Warszawie) – polski aktor teatralny, filmowy i głosowy, reżyser dubbingu.

## Życiorys
W 1980 ukończył studia na PWST w Krakowie. Debiut teatralny 26 października tegoż samego roku. Dyplom otrzymał rok później. Był mężem Krystyny Kozaneckiej, z którą miał syna Filipa. Małżeństwo zakończyło się rozwodem. Jerzy Dominik zmarł na zawał serca, którego doznał pomiędzy nagraniami. Został pochowany na cmentarzu parafialnym w Powsinie.

## Teatr
- Teatr Polski we Wrocławiu: 1980–1982
- Teatr Studio: 1982–1996
- Teatr Telewizji: 1981–1999

## Filmografia
- 2009: Barwy szczęścia – lekarz (odc. 321, 323)
- 2008: Plebania – doktor (odc. 1030)
- 2003–2011: Na Wspólnej – Marek Andrzejewski, ojciec Nataszy,
- 2003–2005: Magiczne drzewo – Wartownik przed budynkiem telewizji
- 2003: Na Wspólnej – Marek Andrzejewski
- 2000: Twarze i maski – reżyser „Łysej śpiewaczki”
- 1996: Kratka – portier
- 1993: Trzy kolory. Biały
- 1993: Plecak pełen przygód – Pekka, wuj Mattiego
- 1991: Panny i wdowy – chłop Jasza na Syberii (odc. 1)
- 1988: Kogel-mogel – Holender van Dorn
- 1978: Ślad na ziemi – robotnik Staszek Tokarek

### Gościnnie
- 1988–1991: W labiryncie

## Reżyseria dubbingu
- 2017: Logan: Wolverine
- 2016: X-Men: Apocalypse
- 2015: Dom
- 2015: Alvin i wiewiórki: Wielka wyprawa
- 2014: Przeszłość, która nadejdzie
- 2014: Jak wytresować smoka 2
- 2013: Tajemnica zielonego królestwa
- 2013: Jack pogromca olbrzymów
- 2012: Życie Pi
- 2011: Pora na przygodę!
- 2011: Pradawny ląd
- 2010: Opowieści z Narnii: Podróż Wędrowca do Świtu
- 2009: Alvin i wiewiórki 2
- 2008: Podpięść: Wariackie Halloween
- 2008: Mów mi Dave
- 2007: Chop Socky Chooks: Kung Fu Kurczaki
- 2007: Alvin i wiewiórki
- 2007: Śniegusie
- 2006: Kacper: Szkoła postrachu
- 2006: Storm Hawks (odc. 3, 7-8, 11-12, 14-19, 25-26)
- 2005: Trollz
- 2005: Transformerzy: Cybertron
- 2005: Najwspanialsze historie z kart Biblii
- 2005: Titeuf
- 2005: Opowieści zajączka wielkanocnego
- 2004: Baśniowy świat 5
- 2004: Dzwoń, dzwoń, dzwoń dzwoneczku
- 2004: Atomowa Betty
- 2003: Baśniowy świat 3
- 2002–2003: He-Man i władcy wszechświata
- 2001–2004: Café Myszka
- 2001–2003: Aparatka
- 2001: Mroczne przygody Billy’ego i Mandy
- 2000: Chris Colorado
- 1999–2002: Chojrak – tchórzliwy pies
- 1999: Pokémon: Film pierwszy
- 1999: Mickey: Bajkowe święta
- 1998: Batman i Mr. Freeze: Subzero
- 1997: Żywiołki
- 1997: Koty nie tańczą
- 1996–1997: Kacza paczka
- 1994–1995: Aladyn
- 1991: Rover Dangerfield
- 1981–1982: Heathcliff i Marmaduke

## Polski dubbing
- 2012: Koszykarze – Mike
- 2012: The Elder Scrolls V: Skyrim – Dragonborn - Mogrul
- 2012: The Elder Scrolls V: Skyrim – Dawnguard - Orkowie
- 2011: The Elder Scrolls V: Skyrim - Orkowie
- 2011: Wiedźmin 2: Zabójcy królów –
  - Mnich,
  - Strażnik,
  - Dymitr
- 2010: Mass Effect 2 – Thane Krios
- 2009: Star Wars: The Clone Wars – Republic Heroes – Żołnierze-klony
- 2009: Alvin i wiewiórki 2
- 2008: Najnowsze wydanie
- 2008: Gwiezdne wojny: Wojny klonów (serial) –
  - Żołnierze-klony
  - narrator
- 2008: Gwiezdne wojny: Wojny klonów (film) –
  - Żołnierze-klony
  - narrator
- 2007: Chop Socky Chooks: Kung Fu Kurczaki
- 2006: Storm Hawks
- 2006: Wymiennicy
- 2005: Harry Potter i Czara Ognia
- 2005: Gwiezdne wojny: część III – Zemsta Sithów – Nute Gunray
- 2005: Transformerzy: Cybertron –
  - Dirt Boss,
  - Smokescreen,
  - Wing Saber
- 2004: Baśniowy świat 5 – różne głosy
- 2004: Gwiezdne jaja: Część I – Zemsta świrów – Senator Pin
- 2004: Atomowa Betty
- 2003: Transformerzy: Wojna o Energon – Constructicon Maximus
- 2003: Atlantyda. Powrót Milo – Carnaby
- 2003: 101 dalmatyńczyków II. Londyńska przygoda
- 2002: Co nowego u Scooby’ego? – gościnnie
- 2001: Wakacje. Żegnaj szkoło – różne głosy
- 2000: Titan – Nowa Ziemia – profesor Sam Tucker
- 1999–2003: Nieustraszeni ratownicy
- 1999–2002: Chojrak – tchórzliwy pies
- 1999: Asterix i Obelix kontra Cezar – Ahigienix
- 1997: Polowanie na mysz
- 1996–2004: Hej Arnold! – Mike
- 1995: Głupi i głupszy – Harry
- 1994: Księżniczka łabędzi – narrator
- 1990: Filiputki
- 1989: Wielka bitwa Asteriksa
- 1987: Leśna rodzina
- 1984–1987: Łebski Harry – poeta
- 1984–1985: Wesoła siódemka
- 1972–1973: Nowy Scooby Doo
- 1968: Asterix i Kleopatra
- 1942: Bambi – Wielki Książę